# توني مارش (سائق فورمولا 1)
توني مارش (بالإنجليزية: Tony Marsh)‏ هو سائق فورمولا 1 بريطاني، ولد في 20 يوليو 1931 في ستوربريدج في المملكة المتحدة، وتوفي في 7 مايو 2009 في بيترسفيلد ‏ في المملكة المتحدة.